# Gombos Gyula
Gombos Gyula (Temesvár, 1913. szeptember 30. – Budapest, 2000. december 5.) Széchenyi-díjas irodalomtörténész, újságíró, író, esszéíró. Az emigrációban élő szórvány magyarság irodalmának egyik jeles egyénisége.

## Életútja
Szüleivel és négy testvérével 1925-ben Temesvárról Budapestre költöztek. 1933-ban érettségizett a Lónyay utcai Református Gimnáziumban, majd házitanítóként működött. Korán feltűnt írásaival, 1936-ban Illyés Gyula Puszták népe című szociográfiai regényéről írt recenziót a Magyar Útban, számos további cikke, színház- és filmkritikái jelentek meg ugyanitt és Zilahy Lajos Hídjában. 1939-ben segédszerkesztőnek szegődött a Magyar Élet című havonta megjelenő folyóirathoz, 1941-től már ő szerkesztette. 1942-1944 közt a Magyar Út c. hetilap felelős szerkesztőjeként működött. A 2. világháború alatt részt vett a németek ellen irányuló ellenállásban. 1947-ben mégis letartóztatták az úgynevezett Magyar Közösségi összeesküvési per kapcsán, börtönbe vetették. A népi írók sokáig fekete bárányok voltak. 1948-ban börtönből való szabadulása után Svájcba emigrált feleségével és kislányával, onnan 1950-ben kivándorolt az Amerikai Egyesült Államokba.
Amerikában a Szabad Európa Rádió New Yorkban működő állomásán dolgozott. 1950-ben már a magyar emigránsok Új Magyar Útját szerkesztette. Az 1950-es évek végén munkatársa lett az Új Látóhatárnak (1959-1980). 1984-ben Párizsba települt át. A rendszerváltás időszakában hazajött Magyarországra. Magyar nyelvű irodalmi tanulmányai, esszékötetei Münchenben és főként Amerikában jelentek meg. A kortárs magyar irodalomból leginkább Szabó Dezső és Németh László munkássága foglalkoztatta. Igazmondók című kötete négy nevezetes személyről szól, Illyés Gyuláról, Borisz Paszternakról, Milovan Đilasról és Németh Lászlóról. Újra hazai földre érkezve életműsorozatának kiadására itthon is Püski Sándor vállalkozott.

## Művei

### Kötetek
- Álom az országról : tanulmányok. Budapest, 1940
- Szűk esztendők. A magyar kálvinizmus válsága; Occidental Press, Washington, 1960
- Szabó Dezső. München, 1960
- Húsz év után. Levelek Mircse Zoltánhoz; Molnár Ny., München, 1970 (Aurora könyvek)
- Huszonegy év után. München, Aurora, 1972
- A történelem balján : válogatott írások. New Braunswick, 1975[3]
- Németh László. Vázlat. New York, 1975
- Szabó Dezső és a magyar miniszterelnökök; szerk., bev. Gombos Gyula; Occidental Press, Washington, 1975
- Hillsdale : szociográfia. New York, 1979; Budapest, Magvető, 1982
- Igazmondók : tanulmányok. New York, 1981
- Szabadságalapítók. A plymouthiakról. New York, 1984
- A harmadik út. Budapest, 1990
- Tükörcserepek : tanulmányok. Budapest, 1994
- Távolból is itthon. A szerző válogatása életművéből; Trikolor, Bp., 1995 (Örökségünk)
- Egy barátság utolsó felvonása. Gombos Gyula és Szijgyártó László levelezéséből, 1973–1983; szerk. Gombos Zsuzsa; Antológia, Lakitelek, 2013

### Szerkesztés
- Szabó Dezső és a magyar miniszterelnökök. Washington, 1975
- Szabó Dezső és a magyar miniszterelnökök; szerk., bev. Gombos Gyula; 2. kiad.; Occidental Press, Bp., 1995

## Díjak, elismerések
- Széchenyi-díj (1993)
- Bethlen Gábor-díj (1998)[4]